# Parkstadion
O Parkstadion foi um estádio de multiuso localizado em Gelsenkirchen, Alemanha, usado para alguns maiores eventos e para esportes. Ele foi a casa do Schalke 04 até maio de 2001, antes de ser construído o novo estádio Veltins-Arena, operado em julho do mesmo ano.
O estádio foi palco de cinco partidas da Copa do Mundo FIFA de 1974. O estádio tem capacidade para 62.109 pessoas com cadeiras para 45.067. O Parkstadion também foi palco de duas partidas da Eurocopa 1988 (Alemanha vs. Dinamarca e Holanda vs. Irlanda), bem como também recebeu a primeira partida da final da Copa da UEFA de 1997, entre Schalke e Internazionale, vencida por 1-0 pelo Schalke, que viria a conquistar a taça.
A última partida válida por uma competição oficial disputada no Parkstadion ocorreu pela Bundesliga, em uma partida entre Schalke e SpVgg Unterhaching, em 19 de Maio de 2001. A partida foi acompanhada por cerca de 65.000 pessoas e o Schalke acabou vice-campeão naquele ano. O estádio teve partes dele demolidas, tendo partes dele doadas ao Erzgebirgsstadion, que passou por renovações em 2004.